# (20497) Mařenka
(20497) Mařenka, désignation internationale (20497) Marenka, est un astéroïde de la ceinture principale.

## Description
(20497) Marenka est un astéroïde de la ceinture principale. Il fut découvert le 4 septembre 1999 à l'Observatoire d'Ondřejov par Lenka Šarounová. Il présente une orbite caractérisée par un demi-grand axe de 3,18 UA, une excentricité de 0,06 et une inclinaison de 9,7° par rapport à l'écliptique.

## Compléments